# Ришка котловина
Ришката котловина е долинно разширение на Брестова река (десен приток на Голяма Камчия), в Източния Предбалкан, между Върбишка и Драгоевска планина.
Котловината е разположена между Върбишка планина на юг и Драгоевска планина на север. На запад чрез нисък вододел се свързва с историко-географската област Герлово. По южната и източната ѝ периферия преминава условната граница между Източния Предбалкан и Източна Стара планина.
Дължина на котловината от запад на изток е около 12 км, а ширина ѝ – 3 – 4 км. Котловинното дъно лежи на 150 – 300 м н.в. Отводнява се от Брестова река (десен приток на Голяма Камчия) и нейните притоци. изградена е от долнокредни песъчливо-мергелни скали. Почти напълно е обезлесена и е подложена на ерозия в периферните си части.
Климатът е умереноконтинентален, като през зимния сезон често се наблюдават температурни инверсии. Преобладаващите почви са сиви горски, а покрай реките – алувиални. Земите в котловината са добре стопански усвоени. Отглеждат се основно пшеница, царевица и лозя.
В котловината са разположени три села: Александрово, Веселиново и Риш.
През котловината от североизток на югозапад, на протежение от 11 км преминава участък от второкласен път № 73 от Държавната пътна мрежа Шумен – Карнобат.

## Топографска карта
- Лист от карта K-34-30. Мащаб: 1 : 100 000.
- Лист от карта K-34-31. Мащаб: 1 : 100 000.
- Лист от карта K-34-42. Мащаб: 1 : 100 000.
- Лист от карта K-34-43. Мащаб: 1 : 100 000.